# Juanma Castaño
Juanma Castaño (Gijón, 10 de maig de 1977), és un periodista asturià, col·laborador des del 1993 de la Cadena SER. Actualment treballa al Tiempo de Juego de la COPE i presenta els caps de setmana els esports en l'informatiu de Cuatro.
Precisament, el 1993 començà a participar al programa Jóvenes y campeones de la Cadena SER de Gijón, d'on passà al famós Carrusel Deportivo i a Gijón SER Deportivos comentant els partits del Real Sporting. Després aniria a la seu central de la companyia, a Madrid, convertint-se així en un dels col·laboradors més coneguts de la cadena i participant també en programes de televisió com l'antic programa de Maracaná de la cadena Cuatro, presentat pel seu company Paco González.
Tots els caps de setmana en els informatius de Cuatro, presenta els esports amb el seu company Nico Abad.
La cadena Cuatro emeté l'Eurocopa 2008 i ell estigué de corresponsal i reporter, amb Manolo Lama o Manu Carreño. Precisament, després que la selecció espanyola guanyés l'Eurocopa, en eixir del vestidor, alguns jugadors sortiren a banyar amb xampany al reporter que els havia seguit dia i nit en cada concentració i en cada partit.